# Venusia eucosma
Venusia eucosma är en fjärilsart som beskrevs av Louis Beethoven Prout 1914. Venusia eucosma ingår i släktet Venusia och familjen mätare. Inga underarter finns listade i Catalogue of Life.